# Terremoto de Nankai de 1854
El terremoto de Nankai de 1854 ocurrió alrededor de las 16:00 hora local del 24 de diciembre de 1854. Tuvo una magnitud de 8,4 y provocó un tsunami dañino. Más de 30.000 edificios fueron destruidos y hubo al menos 3.000 víctimas.
Fue el segundo de los tres grandes terremotos de Ansei; el terremoto de Tōkai de 1854, de idéntica magnitud, había azotado el noroeste la mañana anterior, y el tercer terremoto de Edo de 1855 se produciría menos de un año después.

## Entorno tectónico
La costa sur de Honshu corre paralela a la fosa de Nankai, que marca la subducción de la placa del mar de Filipinas debajo de la placa euroasiática. El movimiento en este límite de placas convergentes provoca muchos terremotos, algunos de ellos del tipo mega-empuje. El mega-empuje de Nankai tiene cinco segmentos distintos que pueden romperse de forma independiente,los segmentos se han roto solos o juntos repetidamente durante los últimos 1.300 años.Los megaterremotos en esta estructura tienden a ocurrir en pares, con un lapso de tiempo relativamente corto entre ellos. Además de los dos eventos de 1854, hubo terremotos similares en 1944 y 1946. En cada caso, el segmento noreste se rompió antes que el segmento suroeste.

## Daños
Los daños causados por el terremoto fueron graves: 5.000 casas quedaron destruidas y 40.000 casas gravemente dañadas. Otras 6.000 viviendas resultaron dañadas por el incendio. El tsunami arrasó otras 15.000 casas y un total de 3.000 personas murieron a causa del terremoto o del tsunami.El número de muertos por el tsunami fue menor de lo esperado en comparación con el tsunami de 1707, porque muchas personas habían abandonado la zona costera tras el gran terremoto del día anterior.En Hiro, Goryo Hamaguchi prendió fuego con paja de arroz para ayudar a guiar a los aldeanos a un lugar seguro. Esta historia fue convertida en "Un dios viviente" por el escritor de origen griego Lafcadio Hearn.´

## Características

### Terremoto
Gran parte del suroeste de Honshu, Shikoku y Kyūshū experimentaron temblores de 5 o más en la escala de la Agencia Meteorológica de Japón, y la mayor parte de Shikoku y las zonas costeras cercanas de Kansai sufrieron una intensidad de 6.

### Tsunami
En Shikoku, las mayores alturas de inundación fueron de 7,5 metros en Mugi, 7,5 metros en Kamikawaguchi de Kuroshio,7,2 metros en Asakawa en la costa de Tokushima, 7,4 metros en Usa, 8,4 metros en Ōnogō en el área de Susaki, 8,3 metros en Kure en la costa de Kōchi y 5 metros tanto en Hisayoshiura como en Kaizuka en la costa de Ehime.
Se observó un tsunami en Shanghái, China, y se registró una crecida de agua de aproximadamente 2 a 3 pies chinos en el río Huangpu.